# 角鯰
角鯰，為輻鰭魚綱鯰形目鯰科的其中一種，為熱帶淡水魚，被IUCN列為極危保育類動物，分布於亞洲湄公河及湄南河流域，體長可達28公分，棲息在底層水域，以昆蟲為食，生活習性不明。